# Sára Sütő
Sára Sütő (ungarisch: Sütő Sára; * 11. März 1994 in Budapest) ist eine ungarische Handball- und Beachhandballspielerin. Sie ist Beachhandball-Nationalspielerin Ungarns.

## Hallenhandball
Sütő spielte zunächst ab 2007/08 in den Jugendmannschaften von Szentendrei NKE. Im Dezember 2010 debütierte sie für die erste Mannschaft in der zweiten ungarischen Liga. 2014 wechselte sie zu Vasas Budapest, 2015 zu Kispest NKK, 2016 zu Inárcs-Örkény KC und 2019 zu Dorogi ESE, wo sie schon 2015/16 ein Zweitspielrecht hatte. Seit Jahresbeginn 2020 spielt Sütő für Vecsési SE. Bis zum Ende der Saison 2019/20 bestritt sie 138 Zweitligaspiele, 83 Drittligaspiele sowie 15 Spiele im ungarischen Pokal und Ligapokal.

## Beachhandball

### Beachhandball international

#### Juniorin
An ihrem ersten internationalen Turnier nahm Sütő noch als 17-jährige mit der Juniorinnen-Nationalmannschaft teil, den Jugendeuropameisterschaften 2011 (U 19) in Umag, Kroatien. Sie gewann dort mit der Mannschaft den Titel. 2012 folgte für Sütő die Jugendeuropameisterschaften 2012 in Batumi, wo die Ungarinnen erneut den Titel in der U-18-Klasse gewinnen konnten. Bei den Junioreneuropameisterschaften 2013 (U 19) in Randers, Dänemark, nahm Sütő zum letzten Mal an einem Juniorinnen-Turnier teil. Bei ihrer dritten Teilnahme gelang ihr mit der ungarischen Mannschaft der dritte Titelgewinn.

#### A-Nationalmannschaft
Durch einen zweiten Platz bei den Europameisterschaften 2019 in Stare Jabłonki qualifizierte sich Ungarn für die erstmals ausgetragenen World Beach Games 2019 in ar-Rayyan, Katar. Nach sechs Jahren Pause wurde Sütő erstmals wieder in eine ungarische Auswahl berufen, nun erstmals in die A-Nationalmannschaft, wo sie wieder auf ihre alten Mitspielerinnen aus den U-Mannschaften, Emese Tóth, Fruzsina Kretz und Renáta Csiki traf. In der Vorrunde verlor sie mit ihrer Mannschaft gegen Brasilien, Argentinien und Dänemark, schlagen konnte sie die USA und Tunesien. Im Viertelfinale schlug Ungarn den Sieger der weiten Vorrundengruppe und amtierenden Weltmeister Griechenland in zwei engen Sätzen. Im Halbfinale traf Ungarn auf die Überraschungsmannschaft des Turniers, die Vietnamesinnen, die zuvor die amtierenden Sieger der Südamerikanischen Beachgames aus Argentinien schlagen konnten. Vietnam konnte deutlich geschlagen werden. Im Finale traf Ungarn einmal mehr auf Dänemark, das dieses Mal in zwei sehr knappen Durchgängen das Turnier für sich entscheiden konnte.

### Beachhandball auf Vereinsebene
National gewann Sütő mit der ungarischen Spitzenmannschaft Lady Bugs 2019 den Titel bei den ungarischen Meisterschaften, 2016, 2017 und 2020 war sie Vizemeisterin, 2018 Meisterschaftsdritte. 2020 gewann sie mit den OVB Beach Girls den ungarischen Beachhandball-Pokal. Mit den Lady Bugs wurde sie 2016 beim EHF Beach Handball Champions Cup Fünfte, 2019 Elfte.

## Erfolge
| World-Beach-Games - 2019 Beachhandball-Jugend-/Junioreneuropameisterschaften - 2011 - 2012 - 2013 | Ungarische Beachhandball-Meisterschaften - 2016 - 2017 - 2018 - 2019 - 2020 Ungarischer Beachhandball-Pokal - 2020 |

## Einzelbelege
1. ↑  European Handball Federation - 2011 Women's ECh Beach Handball 19 / Final Tournament. Abgerufen am 17. November 2020 (englisch).
2. ↑  European Handball Federation - 2012 Women's ECh Beach Handball 18 / Final Tournament. Abgerufen am 17. November 2020 (englisch).
3. ↑  European Handball Federation - 2013 Women's ECh Beach Handball 19 / Final Tournament. Abgerufen am 17. November 2020 (englisch).
4. ↑  kézitörténelem.hu. Abgerufen am 5. Dezember 2020.
5. ↑  kézitörténelem.hu. Abgerufen am 5. Dezember 2020.
6. ↑  Ekaterinodar successfully defend title at Champions Cup. Abgerufen am 4. Dezember 2020 (englisch).

| Personendaten    | Personendaten                                   |
| ---------------- | ----------------------------------------------- |
| NAME             | Sütő, Sára                                      |
| ALTERNATIVNAMEN  | Sára, Sütő (ungarisch)                          |
| KURZBESCHREIBUNG | ungarische Handball- und Beachhandballspielerin |
| GEBURTSDATUM     | 11. März 1994                                   |
| GEBURTSORT       | Budapest                                        |